# Cheguig
Cheguig est une commune de la wilaya d'El Bayadh en Algérie.

## Géographie

### Situation
Le territoire de la commune de Cheguig se situe au nord de la wilaya d'El Bayadh.
| Rogassa | Sidi Abderrahmane (Wilaya de Tiaret) | Chehaima (Wilaya de Tiaret) |
| Rogassa | Cheguig                              | Stitten                     |
| Rogassa | El Bayadh                            | Stitten                     |

### Localités de la commune
La commune de Cheguig est composée de sept localités :
- Bouzoulaï
- Cheguig
- Medadha (Guebala)
- Menidjel
- Ouled Benatallah (Ouled Saadoune)
- Ouled Safi (Saoudate)
- Ouled Ziad Cheraga (Ouled Saadoune, El Hachalfa, Mlaaza, Torch, Nouaceur)